# Anna Neumannová z Wasserleonburgu
Anna Neumannová z Wasserleonburgu (německy Anna Neumann von Wasserleonburg, 25. listopadu 1535 - 18. prosince 1623) byla rakouská šlechtična, jedna z nejbohatších a nejmocnějších žen ve Vnitřním Rakousku své doby. Jmení po její smrti přešlo do majetku jejího posledního manžela, čímž byla založena prosperita rodu Schwarzenbergů.

## Život
Anna Neumannová byla dcerou bohatých měšťanů Willhelma a Barbary Neumannových. Mládí strávila na zámku Wasserleonburg v údolí Gail.
Byla celkem šestkrát vdaná, svého bohatství však nedosáhla jen skrze dědictví, ale především svými obchodními schopnostmi.
Druhé manželství ji kolem roku 1566 přivedlo do Murau, kde se stala jednou z nejvýznamnějších osobností v historii města. Její bronzovou socha zde dodnes stojí.
Jejím posledním manželem byl Jiří Ludvík ze Schwarzenbergu (1586–1646). Hrad Murau zůstal jejím hlavním sídlem až do konce života a po smrti byla pochována ve zdejším kapucínském kostele. V Murau o 23 let později zemřel také její choť Jiří Ludvík.